# John Russell Pope

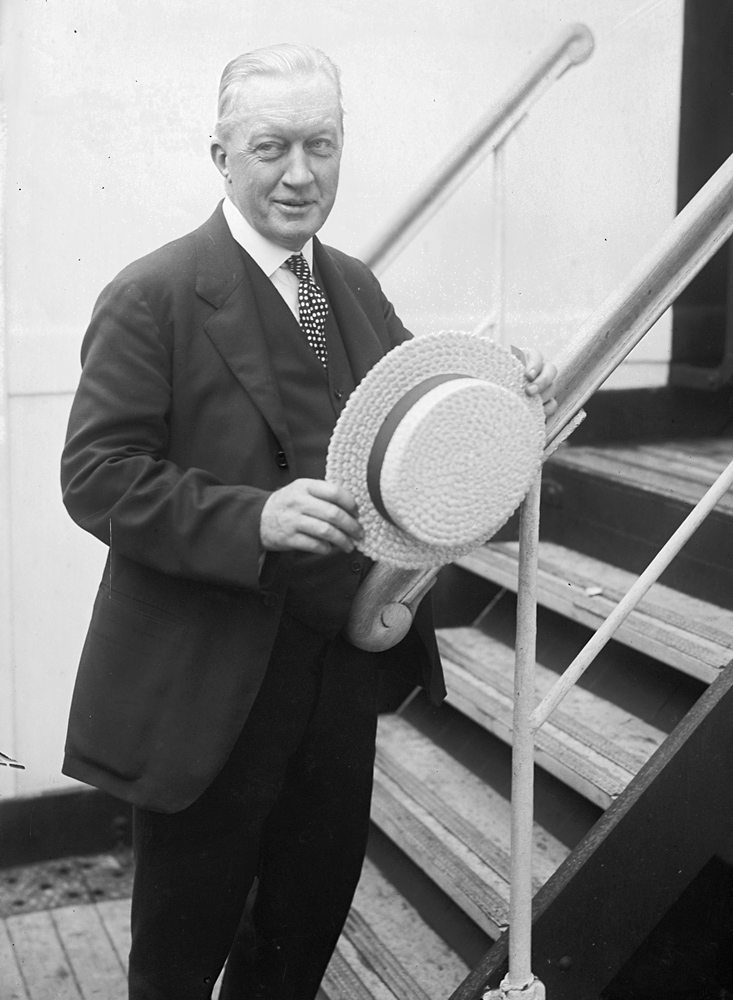
John Russell Pope

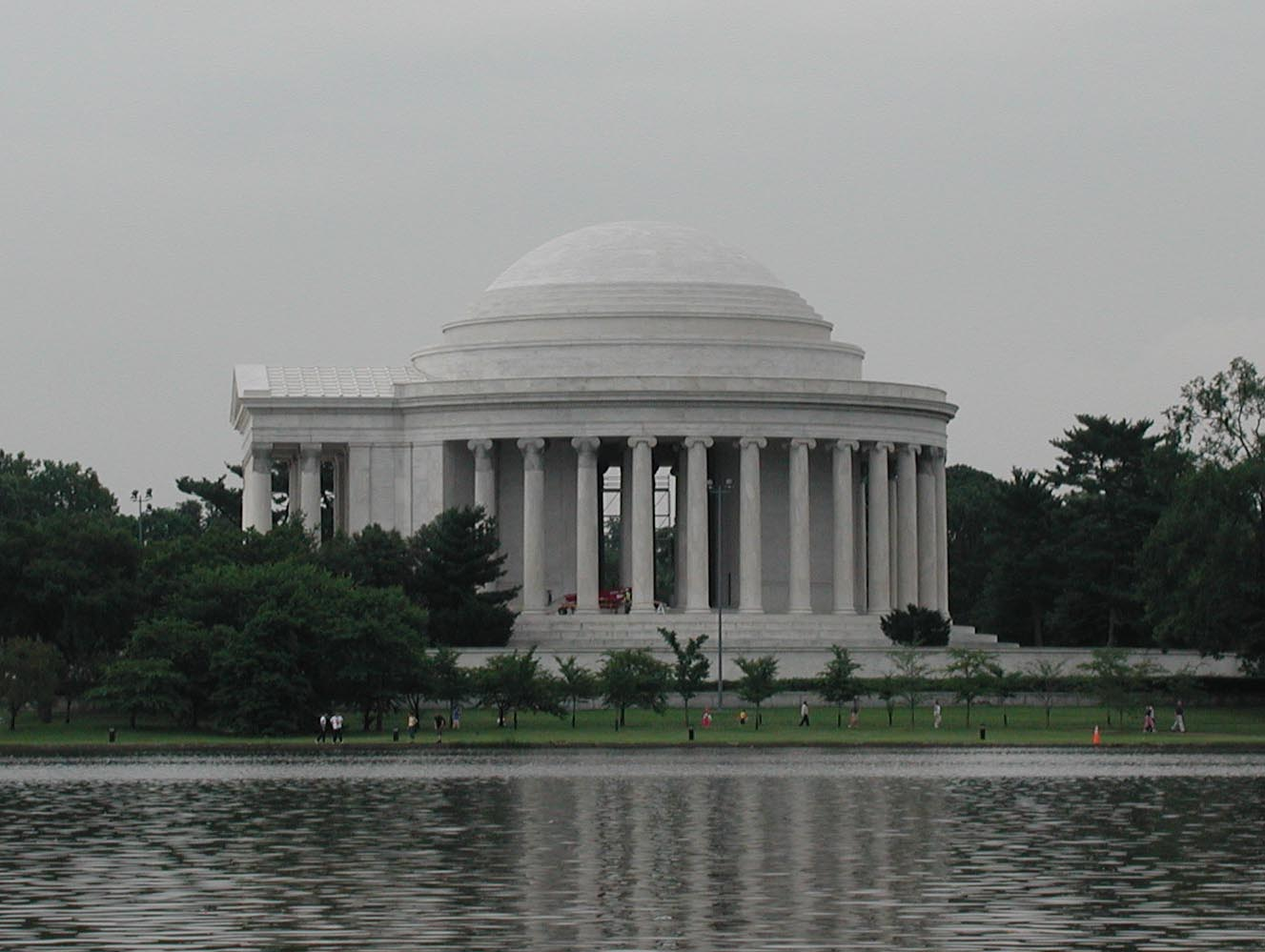
Jefferson Memorial i Washington D.C.

John Russell Pope, född 24 april 1874 i New York, död 27 augusti 1937 i New York, var en amerikansk arkitekt. 

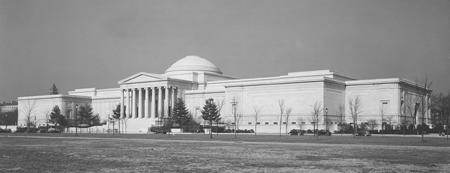
National Gallery of Arts västra flygel

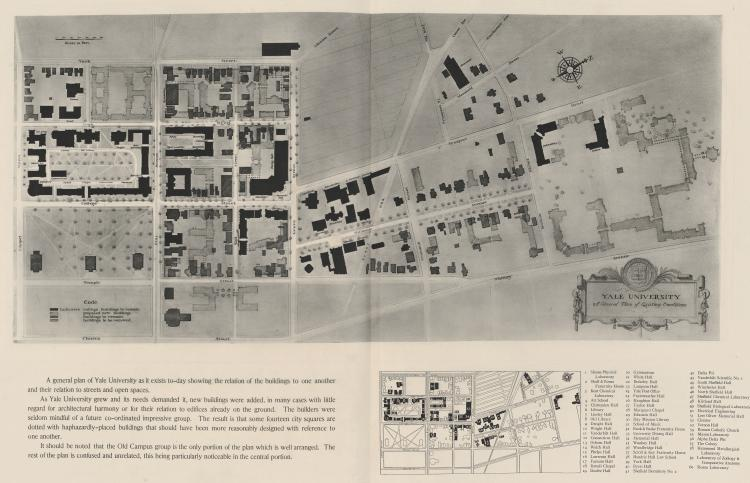
Popes generalplan för Yale-universitetet 1919

John Russell Pope var son till en porträttmålare. Han utbildade sig till arkitekt vid Columbia University i New York och tog examen 1894. Han fick därefter ett stipendium till American Academy in Rome, vilken var ett centrum för utvecklingen av den amerikanska nyrenässansen inom arkitekturen. Pope företog många studieresor i Italien och Grekland och dokumenterade sina resor med skisser och foton. År 1896 studerade han vid École des Beaux-Arts i Paris. Pope vände tillbaka till New York USA 1900. 
Pope påbörjade sin arkitektkarriär med privathus, bland andra för familjen Vanderbilt. Till hans större uppdrag hörde Frimurartemplet i Washington D.C. (1911-15), Union Station i Richmond i Virginia samt Jefferson Memorial och National Archives Building  i Washington, D.C.
Hans verk var stilmässigt orienterade mot nygotik och tudorstil, och framför allt mot nyklassisism. Både Jefferson Memorial och Union Station i Richmond (1917) visar tydligt på Pantheon i Rom som förebild.